# Péronnes-lez-Binche
Péronnes-lez-Binche is een dorp in de Belgische provincie Henegouwen, en een deelgemeente van de Waalse stad Binche.
Péronnes-lez-Binche was een zelfstandige gemeente, tot die bij de gemeentelijke herindeling van 1977 toegevoegd werd aan de gemeente Binche. Er was een steenkoolmijn.

## Bezienswaardigheden
- De Onze-Lieve-Vrouwekerk (Église Sainte-Marie) heeft nog een 12e-eeuws schip en toren. Het transept is 16e-eeuws. In de 18e eeuw werden de vensters vergroot. In 1780 werd de kerk getroffen door brand. In 1976 werd het gebouw gerestaureerd. De kerk is voornamelijk gotisch.
- De Sint-Barbarakerk (Église Sainte-Barbe) is een neogotisch kerkgebouw van 1899. De kerk werd in 1998 gesloten omdat het houtwerk door zwammen was aangetast. In 2015 werd de toren gesloopt vanwege instortingsgevaar. In de kerk werden appartementen gebouwd.
- De toren van de schacht Saint-Albert, van 1953. De 52 meter hoge toren, met bijbehorende mijngangen, werd daarna gebruikt om aardgas op te slaan.
- De steenkoolwasserij van 1954.

## Natuur en landschap
Péronnes-lez-Binche ligt aan de Ruisseau de la Princesse. In het zuidwesten ligt een mijnterril. De hoogte aan de kerk bedraagt 58 meter.

## Economie
Vanaf 1856 werd steenkool ontgonnen vanuit diverse schachten. In 1969 kwam aan deze activiteit een einde.

## Demografische ontwikkeling
- Bronnen:NIS, Opm:1831 tot en met 1970=volkstellingen, 1976= inwoneraantal op 31 december

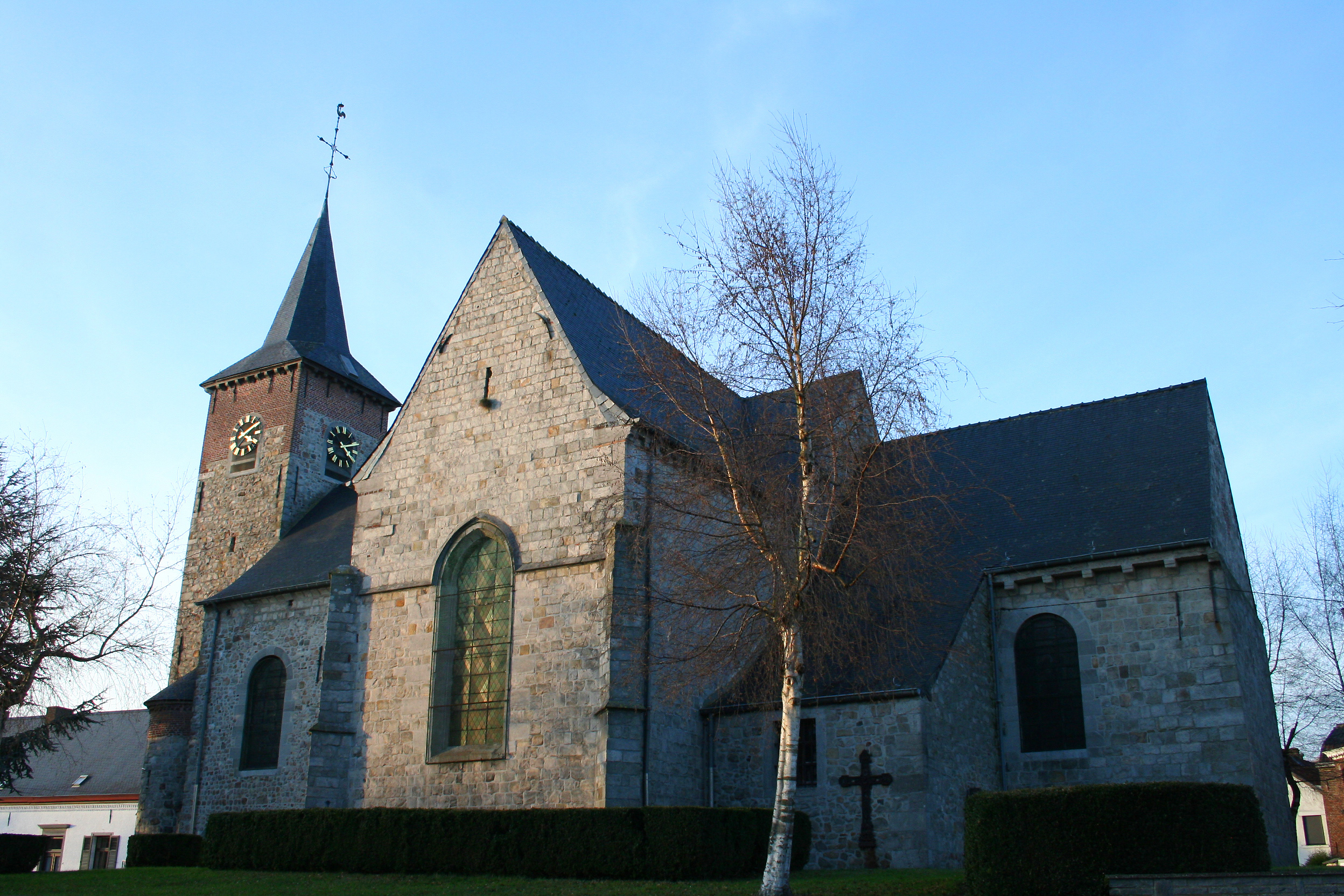
De kerk Notre-Dame (Onze-Lieve-Vrouw).

## Geboren
- Alphonse Gravis (1859-1914), volksvertegenwoordiger en burgemeester

## Nabijgelegen kernen
Battignies, Bray, Trivières, Haine-Saint-Paul, Ressaix